# 9.ª etapa do Tour de France de 2023
A 9. ª etapa do Tour de France de 2023 desenvolve-se no domingo 9 de julho de 2023 entre Saint-Léonard-de-Noblat (Haute-Vienne) e o Puy de Dôme (Puy-de-Dôme), na uma distância de 182,4 quilómetros.

## Percurso
Com inicio no município de Saint-Léonard-de-Noblat (Haute-Vienne), local de adopção de Raymond Poulidor que faleceu em 13 de novembro de 2019, esta etapa se orienta principalmente para passar pelo departamento da Creuse. É ondulado e não comporta que duas subidas de 4.º categoria, apanhando logo o Maciço central e a costa de Pontaumur reportado em 3.ª categoria antes de elevar-se em final de etapa nas pendentes do vulcão do Puy de Dôme para uma ascensão de 13,3 quilómetros com uma pendente média do 7,7 % cujos quatro últimos quilómetros antes da linha de chegada numa estreita estrada traçada em espiral em torno do vulcão esticam-se a uma declive média próxima dos 12 %.
O Puy de Dôme já não tinha ido ao programa da Tour de France desde o Tour de France de 1988 e a vitória do dinamarquês Johnny Weltz. O no dia seguinte, 10 de julho,  os corredores dispõem de uma primeira jornada de repouso.

## Desenvolvimento da corrida
São 169 corredores que tomaram a saída desta etapa. Desde o começo da corrida, uma escapada forma-se com catorze corredores : os três franceses, Pierre Latour e Mathieu Burgaudeau (TotalEnergies) e Clément Berthet (AG2R Citroën), o esloveno Matej Mohorič (Bahrain Victorious), o espanhol Gorka Izagirre e o americano Matteo Jorgenson (Movistar), os canadianos Michael Woods e Guillaume Boivin (Israel-Primeiro Tech), o belga Victor Campenaerts (Lotto Dstny), o norueguês Jonas Abrahamsen e o dinamarquês Jonas Gregaard Wilsly (Uno X), o cazaque Alexey Lutsenko e o espanhol David de la Cruz (Astana) bem como o camisola com bolas, o americano Neilson Powless (EF education). O dinamarquês Mads Pedersen vencedor da 8. ª etapa, é apanhado pelo pelotão que tinha tomado a persiguição aos homens de cabeça. A 155 km da chegada, os escapados possuem três minutos de antemão ao pelotão. O norueguês Jonas Abrahamsen consegue o sprint intermediário do lago de Vassivière ante o esloveno Matej Mohorič e o dinamarquês Jonas Gregaard Wilsly. A 107 km do termo da etapa, as fugidos levam seu avanço a dez minutos. O americano Powless passa em cabeça a subida de Pontcharraud após ter passado em primeira posição aquela de Felletin um pouco mais temporão, ambas classificadas em 4.ª categoria. Acima da subida de Pontaumur (3.ª categoria), é novamente Powless que passa em cabeça ante o belga Victor Campenaerts. A 53 km do Puy-de-Dôme, cinco corredores da escapada tentem a sua sorte mas estão apanhados alguns instantes mais tarde, para encontrar-se novamente a catorze em cabeça da corrida, seu avanço que é treze minutos.
A 47 km do objectivo, o americano Matteo Jorgenson leva um ataque e desata-se do grupo dos escapados. A 40 km da chegada, conta 25 segundos aos seus perseguidores. Mais dez quilómetros a frente, já não tem que quinze segundos na Mohorič, Powless, de la Cruz e Burgaudeau e quarenta segundos ao resto do grupo e o cazaque Alexey Lutsenko e o norueguês Jonas Abrahamsen ficam para trás. David de la Cruz conhece um problema mecânico a 21 km do termo e tem que deixar seguir seus três colegas que iniciam a ascensão final do Puy de Dôme (13 km) com um minuto de atraso a Jorgenson. O pelotão encontra-se então a mais de 16 minutos do americano. A 3 km da cimeira, Mohorič se solta do grupo dos perseguidores para tentar de apanhar Jorgenson. No entanto, o esloveno é apanhado e ultrapassado a 1,7 km da chegada pelo canadiano Michael Woods, rendimento do posterior. Baixo o lume do último quilómetro, Jorgenson ainda tem a Woods quinze segundos mas este último volta muito forte. A 450 m da linha, Woods passa o americano e consegue a etapa em solitária. Jorgenson termina quarto após ter sido ultrapassado pelo francês Pierre Latour e o esloveno Matej Mohorič.
No grupo maillot amarelo, Tadej Pogačar ataca a 1,5 km da cimeira, distânciando Jonas Vingegaard que se atrasa a uma vintena de metros e perde finalmente 8 segundos ao esloveno à chegada. O dinamarquês conserva no entanto a sua camisola amarela para 17 segundos. Pogačar termina décimo terceiro da etapa a oito minutos e dezanove segundos do vencedor do dia.

## Classificação da etapa
| Saint-Léonard-de-Noblat - Puy de Dôme | alta montanha | (182,4 km) |

| \| Classificação por etapas \| Classificação por etapas \| Classificação por etapas \| Classificação por etapas \| Classificação por etapas \| \| Ciclista \| Ciclista \| Equipe \| Tempo \| \| \| ------------------------ \| ------------------------ \| ------------------------ \| ------------------------ \| ------------------------ \| \| 1. \| Michael Woods \| Israel-Premier Tech \| 4h19m41s \| \| \| 2. \| Pierre Latour \| TotalEnergies \| + 30s \| \| \| 3. \| Matej Mohorič \| Bahrain Victorious \| + 39s \| \| \| 4. \| Matteo Jorgenson \| Movistar Team \| + 39s \| \| \| 5. \| Clément Berthet \| AG2R Citroën Team \| + 55s \| \| \| 6. \| Neilson Powless \| EF Education-EasyPost \| + 1m23s \| \| \| 7. \| Alexey Lutsenko \| Astana Qazaqstan Team \| + 1m39s \| \| \| 8. \| Jonas Gregaard \| Uno-X Pro Cycling Team \| + 1m58s \| \| \| 9. \| Mathieu Burgaudeau \| TotalEnergies \| + 2m16s \| \| \| 10. \| David de la Cruz \| Astana Qazaqstan Team \| + 2m34s \| \| |                    |                        |          |
| |                    |                        |          |
| Fonte: ProCyclingStats |                    |                        |          |
| Classificação por etapas |                    |                        |          |
| Ciclista | Ciclista           | Equipe                 | Tempo    |
| 1. | Michael Woods      | Israel-Premier Tech    | 4h19m41s |
| 2. | Pierre Latour      | TotalEnergies          | + 30s    |
| 3. | Matej Mohorič      | Bahrain Victorious     | + 39s    |
| 4. | Matteo Jorgenson   | Movistar Team          | + 39s    |
| 5. | Clément Berthet    | AG2R Citroën Team      | + 55s    |
| 6. | Neilson Powless    | EF Education-EasyPost  | + 1m23s  |
| 7. | Alexey Lutsenko    | Astana Qazaqstan Team  | + 1m39s  |
| 8. | Jonas Gregaard     | Uno-X Pro Cycling Team | + 1m58s  |
| 9. | Mathieu Burgaudeau | TotalEnergies          | + 2m16s  |
| 10. | David de la Cruz   | Astana Qazaqstan Team  | + 2m34s  |

## Classificações ao final da etapa

### Classificação geral(Maillot Jaune)
| \| Classificação geral \| Classificação geral \| Classificação geral \| Classificação geral \| Classificação geral \| \| Ciclista \| Ciclista \| Equipe \| Tempo \| \| \| ------------------- \| ------------------- \| ------------------- \| ------------------- \| ------------------- \| \| 1. \| Jonas Vingegaard \| Jumbo-Visma \| 38h37m46s \| \| \| 2. \| Tadej Pogačar \| UAE Team Emirates \| + 17s \| \| \| 3. \| Jai Hindley \| Bora-Hansgrohe \| + 2m40s \| \| \| 4. \| Carlos Rodríguez \| Ineos Grenadiers \| + 4m22s \| \| \| 5. \| Adam Yates \| UAE Team Emirates \| + 4m39s \| \| \| 6. \| Simon Yates \| Team Jayco AlUla \| + 4m44s \| \| \| 7. \| Thomas Pidcock \| Ineos Grenadiers \| + 5m26s \| \| \| 8. \| David Gaudu \| Groupama-FDJ \| + 6m01s \| \| \| 9. \| Sepp Kuss \| Jumbo-Visma \| + 6m45s \| \| \| 10. \| Romain Bardet \| Team DSM-Firmenich \| + 6m58s \| \| |                  |                    |           |
| |                  |                    |           |
| Fonte: ProCyclingStats |                  |                    |           |
| Classificação geral |                  |                    |           |
| Ciclista | Ciclista         | Equipe             | Tempo     |
| 1. | Jonas Vingegaard | Jumbo-Visma        | 38h37m46s |
| 2. | Tadej Pogačar    | UAE Team Emirates  | + 17s     |
| 3. | Jai Hindley      | Bora-Hansgrohe     | + 2m40s   |
| 4. | Carlos Rodríguez | Ineos Grenadiers   | + 4m22s   |
| 5. | Adam Yates       | UAE Team Emirates  | + 4m39s   |
| 6. | Simon Yates      | Team Jayco AlUla   | + 4m44s   |
| 7. | Thomas Pidcock   | Ineos Grenadiers   | + 5m26s   |
| 8. | David Gaudu      | Groupama-FDJ       | + 6m01s   |
| 9. | Sepp Kuss        | Jumbo-Visma        | + 6m45s   |
| 10. | Romain Bardet    | Team DSM-Firmenich | + 6m58s   |

### Classificação por pontos(Maillot Vert)
| Classificação por pontos | Classificação por pontos | Classificação por pontos | Classificação por pontos | Classificação por pontos |
| Ciclista                 | Ciclista                 | Equipe                   | Pontos                   |                          |
| ------------------------ | ------------------------ | ------------------------ | ------------------------ | ------------------------ |
| 1.                       | Jasper Philipsen         | Alpecin-Deceuninck       | 259 pts                  |                          |
| 2.                       | Bryan Coquard            | Cofidis                  | 149 pts                  |                          |
| 3.                       | Mads Pedersen            | Lidl-Trek                | 143 pts                  |                          |
| 4.                       | Wout van Aert            | Jumbo-Visma              | 112 pts                  |                          |
| 5.                       | Tadej Pogačar            | UAE Team Emirates        | 85 pts                   |                          |
| 6.                       | Victor Lafay             | Cofidis                  | 80 pts                   |                          |
| 7.                       | Jordi Meeus              | Bora-Hansgrohe           | 80 pts                   |                          |
| 8.                       | Biniam Girmay            | Intermarché-Circus-Wanty | 77 pts                   |                          |
| 9.                       | Caleb Ewan               | Lotto Dstny              | 73 pts                   |                          |
| 10.                      | Neilson Powless          | EF Education-EasyPost    | 70 pts                   |                          |

### Classificação da montanha(Maillot à Pois Rouges)
| Classificação da montanha | Classificação da montanha  | Classificação da montanha | Classificação da montanha | Classificação da montanha |
| Ciclista                  | Ciclista                   | Equipe                    | Pontos                    |                           |
| ------------------------- | -------------------------- | ------------------------- | ------------------------- | ------------------------- |
| 1.                        | Neilson Powless            | EF Education-EasyPost     | 46 pts                    |                           |
| 2.                        | Félix Gall                 | AG2R Citroën Team         | 28 pts                    |                           |
| 3.                        | Tobias Halland Johannessen | Uno-X Pro Cycling Team    | 26 pts                    |                           |
| 4.                        | Ruben Guerreiro            | Movistar Team             | 22 pts                    |                           |
| 5.                        | Michael Woods              | Israel-Premier Tech       | 20 pts                    |                           |
| 6.                        | Tadej Pogačar              | UAE Team Emirates         | 19 pts                    |                           |
| 7.                        | Jai Hindley                | Bora-Hansgrohe            | 19 pts                    |                           |
| 8.                        | Giulio Ciccone             | Lidl-Trek                 | 19 pts                    |                           |
| 9.                        | Jonas Vingegaard           | Jumbo-Visma               | 18 pts                    |                           |
| 10.                       | Pierre Latour              | TotalEnergies             | 16 pts                    |                           |

### Classificação do melhor jovem(Maillot Blanc)
| Classificação dos jovens | Classificação dos jovens   | Classificação dos jovens | Classificação dos jovens | Classificação dos jovens |
| Ciclista                 | Ciclista                   | Equipe                   | Tempo                    |                          |
| ------------------------ | -------------------------- | ------------------------ | ------------------------ | ------------------------ |
| 1.                       | Tadej Pogačar              | UAE Team Emirates        | 38h38m03s                |                          |
| 2.                       | Carlos Rodríguez           | Ineos Grenadiers         | + 4m05s                  |                          |
| 3.                       | Thomas Pidcock             | Ineos Grenadiers         | + 5m09s                  |                          |
| 4.                       | Félix Gall                 | AG2R Citroën Team        | + 9m29s                  |                          |
| 5.                       | Mattias Skjelmose          | Lidl-Trek                | + 28m59s                 |                          |
| 6.                       | Mathieu Burgaudeau         | TotalEnergies            | + 39m59s                 |                          |
| 7.                       | Matteo Jorgenson           | Movistar Team            | + 46m48s                 |                          |
| 8.                       | Tobias Halland Johannessen | Uno-X Pro Cycling Team   | + 49m25s                 |                          |
| 9.                       | Matthew Dinham             | Team DSM-Firmenich       | + 59m14s                 |                          |
| 10.                      | Matis Louvel               | Arkéa-Samsic             | + 1h00m12s               |                          |

### Classificação por equipas(Classement par Équipe)
| Classificação por equipes | Classificação por equipes | Classificação por equipes | Classificação por equipes |
| Equipe                    | Equipe                    | Tempo                     |                           |
| ------------------------- | ------------------------- | ------------------------- | ------------------------- |
| 1.                        | Bahrain Victorious        | 116h11m17s                |                           |
| 2.                        | Ineos Grenadiers          | + 44s                     |                           |
| 3.                        | Jumbo-Visma               | + 2m07s                   |                           |
| 4.                        | UAE Team Emirates         | + 13m19s                  |                           |
| 5.                        | AG2R Citroën Team         | + 13m51s                  |                           |
| 6.                        | Groupama-FDJ              | + 16m12s                  |                           |
| 7.                        | Bora-Hansgrohe            | + 34m30s                  |                           |
| 8.                        | Movistar Team             | + 42m51s                  |                           |
| 9.                        | Lidl-Trek                 | + 1h13m22s                |                           |
| 10.                       | Astana Qazaqstan Team     | + 1h14m20s                |                           |

## Abandonos
Um único corredor abandona durante a 9. ª etapa.:
- Quinn Simmons (Lidl-Trek) : não saíu